# Joy Twining
Joy Nancy Twining (* 2. April 1928) ist eine australische Badmintonspielerin. 

## Karriere
Joy Twining siegte 1961, 1962 und 1963 bei den australischen Meisterschaften im Dameneinzel. 1966 war sie dort im Damendoppel erfolgreich. Für Australien startete sie 1963 und 1965 bei der Whyte Trophy und 1966 bei den British Commonwealth Games.

## Referenzen
- Annual Handbook of the International Badminton Federation, London, 28. Auflage 1970, S. 110–112

| Personendaten    | Personendaten                           |
| ---------------- | --------------------------------------- |
| NAME             | Twining, Joy                            |
| ALTERNATIVNAMEN  | Twining, Joy Nancy (vollständiger Name) |
| KURZBESCHREIBUNG | australische Badmintonspielerin         |
| GEBURTSDATUM     | 2. April 1928                           |